# جرج اولدن (بازیگر)
جرج اولدن (به انگلیسی: Georg Olden) (زاده ۱۴ ژانویه ۱۹۶۸) بازیگر، مدل آمریکایی است.
از فیلم‌هایی که وی در آن نقش داشته است می‌توان به جانی خطرناک، از نفس‌افتاده اشاره کرد.